# 宣德环礁

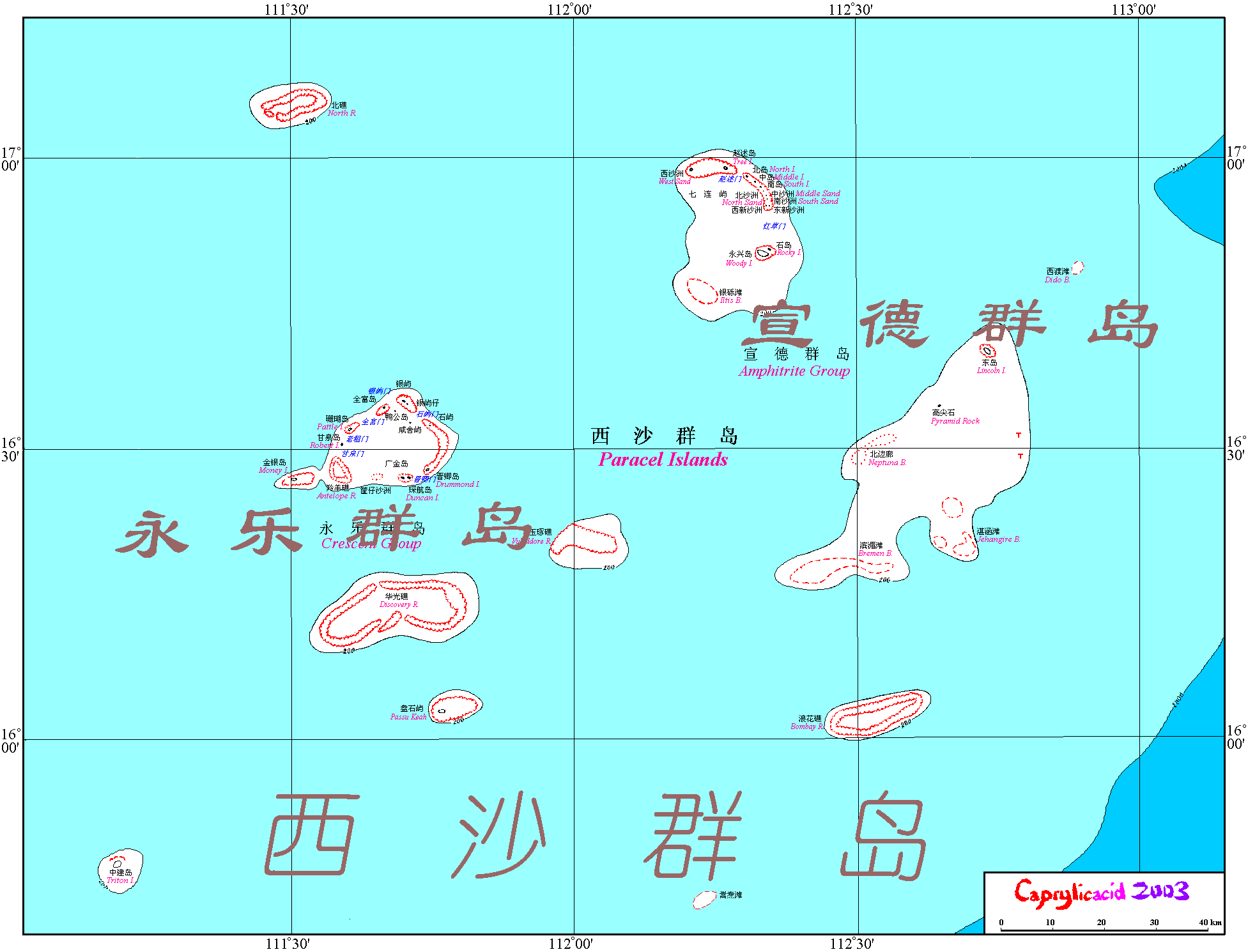
西沙群岛

宣德环礁是西沙群岛东北部的大型环礁，是西沙群岛东部宣德群岛两大环礁之一（另一为东岛环礁）。
- 整个礁环并不完整，西部缺口较大；环礁北部为七连屿，由十个露出水面的岛屿沙洲组成，为南海诸岛中两个岛屿密集区域之一（另一为永乐环礁，14个岛屿沙洲）；
- 环礁东部为永兴岛礁盘，上有南海诸岛中最大岛屿永兴岛和西沙群岛最高点石岛；
- 南部还有一个暗滩银砾滩。